# FIFA év játékosa 2002
A FIFA a 2002-es év játékosa díjat 12. alkalommal osztotta ki. A férfiaknál a brazil Ronaldo rekordot jelentő harmadik alkalommal nyert. A nőknél az amerikai Mia Hamm másodszor nyerte el a díjat.

## A szavazás végeredménye

### Férfiak
| #   | Játékos         | Pont | Csapat(ok)                      |
| --- | --------------- | ---- | ------------------------------- |
| 1.  | Ronaldo         | 384  | Internazionale Real Madrid      |
| 2.  | Oliver Kahn     | 171  | Bayern München                  |
| 3.  | Zinédine Zidane | 141  | Real Madrid                     |
| 4.  | Roberto Carlos  | 113  | Real Madrid                     |
| 5.  | Rivaldo         | 92   | FC Barcelona AC Milan           |
| 6.  | Raúl            | 90   | Real Madrid                     |
| 7.  | Michael Ballack | 82   | Bayer Leverkusen Bayern München |
| 8.  | David Beckham   | 51   | Manchester United               |
| 9.  | Thierry Henry   | 38   | Arsenal                         |
| 10. | Michael Owen    | 34   | Liverpool                       |

### Nők
| #   | Játékos            | Pont |
| --- | ------------------ | ---- |
| 1.  | Mia Hamm           | 161  |
| 2.  | Birgit Prinz       | 96   |
| 3.  | Szun Ven           | 58   |
| 4.  | Tiffeny Milbrett   | 45   |
| 5.  | Marinette Pichon   | 42   |
| 6.  | Christine Sinclair | 38   |
| 7.  | Steffi Jones       | 19   |
| 8.  | Hege Riise         | 17   |
| 9.  | Sissi              | 14   |
| 10. | Paj Csie           | 13   |
| 11. | Hanna Ljungberg    | 11   |
| 12. | Kristine Lilly     | 10   |
| 12. | Kátia              | 10   |